# Regionalwahl in der Basilikata 1980
Die Regionalwahl in der Basilikata 1980 fand am 8. und 9. Juni statt.

## Wahlergebnis
| Listen            | Listen                                        | Stimmen | %    | Mandate |
| ----------------- | --------------------------------------------- | ------- | ---- | ------- |
|                   | Democrazia Cristiana                          | 161.611 | 45,2 | 14      |
|                   | Partito Comunista Italiano                    | 89.223  | 24,9 | 8       |
|                   | Partito Socialista Italiano                   | 48.929  | 13,7 | 4       |
|                   | Movimento Sociale Italiano – Destra Nazionale | 19.704  | 5,5  | 2       |
|                   | Partito Socialista Democratico Italiano       | 18.660  | 5,2  | 2       |
|                   | Partito Liberale Italiano                     | 6.124   | 1,7  | –       |
|                   | Partito Repubblicano Italiano                 | 5.626   | 1,6  | –       |
|                   | Partito di Unità Proletaria per il Comunismo  | 4.658   | 1,3  | –       |
|                   | Democrazia Proletaria                         | 3.241   | 0,9  | –       |
| Gesamt            | Gesamt                                        | 357.776 | 100  | 30      |
|                   |                                               |         |      |         |
| Ungültige Stimmen | Ungültige Stimmen                             | 24.473  | 6,4  |         |
| Wähler            | Wähler                                        | 382.249 | 84,5 |         |
| Wahlberechtigte   | Wahlberechtigte                               | 452.131 |      |         |